# Култ личности
Култ личности је термин који означава јавно је некритичко наглашавање и обожавање политичке или верске личности као непогрешивог вође. Култ личности представља врсту идолатрије - обожавање друштва према „великом вођи“.
Култ личности се јавља када режим државе - или, ређе, појединца - користи технике масовних медија, пропаганду, „велику лаж“, спектакл, уметност, патриотизам и демонстрације организоване од стране владе и митинге како би креирала идеализовану, херојску слику лидера, достојну обожавања, често кроз неупитно ласкање и хваљење. Култ личности сличан је апотеози, изузев тога што је установљен на основу модерних техника социјалног инжењеринга, обично од стране државе или партије у једнопартијским државама и државама са доминантном партијом. Често се виђа у тоталитарним и ауторитарним државама.
Облици култова личности су карактеристични за многе диктатуре, али могу и постојати у демократским системима. Различити култови личности су постојали на пример у фашистичкој Италији Бенита Мусолинија, Нацистичкој Немачкој Адолфа Хитлера, као и у комунистичким диктатурама попут Румуније, Совјетског Савеза, Бугарске, Албаније, Југославије и др.
Израз је први пут употребио Никита Хрушчов у извештају на затвореној седници током последњег дана 20. конгреса Комунистичке партије Совјетског Савеза 1956. године, где је величање Јосифа Висарионовича Стаљина и цео систем политичких, пропагандних и репресивних мера који се тим величањем служио, посебно у току последња две деценије Стаљинове власти означио као култ личности. У говору, Хрушов, који је био први секретар Комунистичке партије - заправо, лидер државе – критиковао је лионизацију и идеализацију Јосифа Стаљина, имплицитно, његовог комунистичког савременика Мао Цедунга, као супротност марксистичкој доктрини. Говор је накнадно објављен и постао је део процеса „дестаљинизације“ кроз који је прошао Совјетски Савез. То доба је такође названо „периодом култа личности“. Наведени су: злоупотреба власти, репресалије против политичких противника, које су укључивале и њихово уништење, партијске чистке, масовно депортовање „непријатеља народа“, често и сасвим неупућених грађана.
Све те злоупотребе, великих размера и последица, требало је, уз фалсификате о историјским догађајима и Стаљиновој улози у њима, да обезбеде несметано спровођење Стаљинове самовољне власти. Култ личности се диференцирао као посебан облик аутократске владавине која се заснива на свеприсутној бирократизацији друштвеног и политичког живота.

## Позадина
Царски култ античког Рима поистовећивао је цареве и поједине чланове њихових породица са божански санкционисаним ауторитетом Римске државе. Кроз историју, монарси и други владари често су добијали огромно поштовање и придодавани су им надљудски квалитети. Посредством принципа божанског права краљева, у средњевековној Европи на пример, речено је да су владари на дужности вољом Бога. Стари Египат, Царски Јапан, Инке, Астеци, Тибет, Сиам (садашњи Тајланд), и Римско царство су нарочито познати по редефинисању монарха у “богове-краљеве”. 2
Ширење демократских и секуларних идеја у Европи и Северној Америци у 18. и 19. веку отежало је монарсима да сачувају ову ауру. Међутим, развој масовних медија као што је радио, који је уследио након тога, омогућио је политичким лидерима да пројектују своју позитивну слику на масе људи као никад пре. Управо из ових околности у 20. веку уздигли су се најозлоглашенији култови личности. Често су ови култови облик политичке религије.
Термин “култ личности” вероватно се појавио у енглеском језику око 1800-1850, уз француску и немачку употребу. Првобитно није имао политичке конотације већ је уместо тога био блиско повезан са романтичарским “култом генија”. Прва политичка употреба ове фразе налази се у писму Карла Маркса упућеном немачком политичком раднику, Вилхелму Блосу, 10. новембра 1877. године.
Нико од нас не носи трунку популарности. Допустите ми да цитирам један доказ овога: таква је била моја аверзија према култу личности [оригинално Персоненкултус] да у време Интернационала, када сам био оптерећен бројним покретима […] да ми пруже јавну част, никад нисам дозволио иједном од ових да уђе у домен публицитета […]

## Карактеристике
- Претерана покорност становништва према вођи
- Некритичност према исказима вође
- Опасност за живот и здравље дисидената, хапшења, и ликвидације режимских критичара
- Претерана присутност слика и слогана на пример у приватним домовима, школама и фирмама, као и у свим медијима
- Означавање јавних објеката, школа, улица, тргова, спортских објекта, градова, у складу са вођом (нпр Стаљинград, Титоград, Титов Велес, Трг Маршала Тита ...)
- Често апсурдне корелације између особа у разним сферама живота и великог вође.

Постоји више погледа на то шта конституише култ личности у лидеру. Историчар Јан Плампер писао је да култови личности модерног доба показују пет карактеристика које их разликују од „њихових претходника“. Култови су секуларни и „усидрени у популарној суверености“; сви њихови објекти су мушкарци; таргетирају целу популацију, не само добростојеће или владајућу класу; користе масовне медије; и постоје онде где масовни медији могу бити контролисани довољно да спрече увођење „ривалских култова“.
У свом делу Шта је карактер и зашто је заиста важан, Томас А. Рајт наводи, „Феномен култа личности односи се на идеализовану, чак налик богу, јавну слику појединца свесно обликовану и формирану кроз константну пропаганду и излагање медијима. Као резултат, појединац је у могућности да манипулише другима потпуно на основу утицаја личности која је јавна…перспектива култа личности фокусира се на често плитке, спољашње слике које многе јавне личности култивишу како би створиле идеализовану и херојску слику.
Адријан Теодор Попан дефинише култ личности као „квантитативно претерану и квалитативно екстравагантну јавну демонстрацију слављења лидера“. Он такође идентификује три узрочна „нужна, али довољна, структурална услова, и зависна од путање ланца догађаја који, заједно, воде до формације култа: нарочита комбинација патримонијализма и клијентелизма, недостатак неслагања, и систематско фалсификовање које прожима културу друштва“.

## Улога медија
Медији играју инструменталну улогу у стварању култова личности националних лидера.
Томас А. Рајт саопштава да „постаје очигледно да харизматични лидер, нарочито у политици, све више постаје производ медија и самоизлагања“. Такође, фокусирајући се на медије у Сједињеним Америчким Државама, Роберт Н. Бела додаје да „је тешко одредити опсег у коме медији одражавају култ личности у политици Америке и у којој мери су га створили. Свакако, нису га створили сами, али су исто тако сигурно допринели томе. У сваком случају, америчком политиком доминирају личности политичких лидера у обиму који је редак другде у модерном свету…у персонализованој политици последњих година „харизма“ лидера можда је скоро у целости резултат изложености медијима.“
Уживајући у поновљеном изборном успеху; нарочито његовој трећој победи на изборима 2008. године, Силвио Берлускони, италијански медијски тајкун и политичар који је био премијер Италије у 4 владе, био је најконтроверзнији председник владе у Европској унији. Он је већински власник Mediaset-а и поседовао је италијански фудбалски клуб А. Ц. Милан од 1986. до 2017. године. Магазин Форбс рангирао га је као 12. на листи најмоћнијих људи на свету услед његове доминације у политици Италије 2009. године.

## Сврха
Често, један лидер буде повезан са овом револуционарном трансформацијом и постане третиран као благонаклон „водич“ нације без кога се трансформација у бољу будућност не би догодила. Ово је генерално било оправдање за култове личности који су се уздигли у тоталитарним друштвима, као што су култови Адолфа Хитлера, Јосифа Стаљина, и Мао Цедунга. Дивљење Мао Цедунгу остало је широко распрострањено у Кини. У децембру 2013. године, анкета Global Times-а открила је да је преко 85% Кинеза видело Маоа у позитивном светлу. Јан Плампер аргументује да, док је Наполеон III начинио неке иновације, Бенито Мусолини био је онај од кога је 1920-их у Италији потекао модел диктатора као култне личности који су касније имитирали Хитлер, Стаљин и други, користећи моћи пропаганде тоталитарне државе.
Пјер ду Боа аргументује да је култ Стаљина богато конструисан како би озаконили његову владавину. Многа промишљена извртања и неистине су коришћене. Кремлин је одбио приступ архивираним списима које би могле да открију истину, док су главна документа уништена. Фотографије су модификоване а документа измишљена. Људи који су познавали Стаљина били су присиљени да пруже „званичне“ исказе који би одговарали идеолошким захтевима култа, нарочито јер ју је и сам Стаљин презентовао 1983. у Кратком курсу о историји Комунистичке партије (бољшевика) Совјетског Савеза, који је постао званична историја.
Историчар Дејвид Л. Хофман наводи „Култ Стаљина био је централни део стаљинизма, и као такав био је једна од наистакнутијих одлика владавине Совјета… Многи припадници стаљинизма наводе култ као интегрални део Стаљинове моћи или као доказ Стаљинове мегаломаније.“

## У популарној култури
Амерички бенд Living Colour добио је Греми награду за најбољи рок перформанс 1990. године за њихову песму „Култ личности“. Песма укључује референце на следеће личности: Махатма Ганди, Џон Ф. Кенеди, Бенито Мусолини, Френклин Д. Рузвелт, Јосиф Стаљин, и Малком X.

## Галерија
- Статуа Мао Цедунга у модерној Кини
- Портрет Мустафе Кемала Ататурка у Истанбулу, Турска
- Постер Ибрахима Ругове у Приштини, Косово (Косово и Метохија)
- Џорџ Вашингтон насликан поред грчких богова
- Статуа Јосипа Броза Тита у Подгорици, Црна Гора
- Споменик Зорану Ђинђићу у Прокупљу, Србија
- Споменик Фрањи Туђману у Каштелама, Хрватска

## Примери култова личности
- Адолф Хитлер у Нацистичкој Немачкој
- Бенито Мусолини у фашистичкој Италији
- Владимир Лењин у Совјетском Савезу
- Јосиф Стаљин у Совјетском Савезу
- Владимир Путин у Русији
- Александар Лукашенко у Белорусији
- Ким Ил Сунг у Северној Кореји
- Ким Џонг Ил у Северној Кореји
- Садам Хусеин у Ираку
- Уго Чавез у Венецуели
- Фидел Кастро у Куби
- Јосип Броз Тито у СФР Југославији[19]
- Слободан Милошевић у СР Југославији[20]
- Александар Вучић у Србији[21][22][23][24][25]
- Франсиско Франко у Шпанији
- Николаје Чаушеску у Румунији
- Мао Цедунг у Кини